# 日本運載火箭

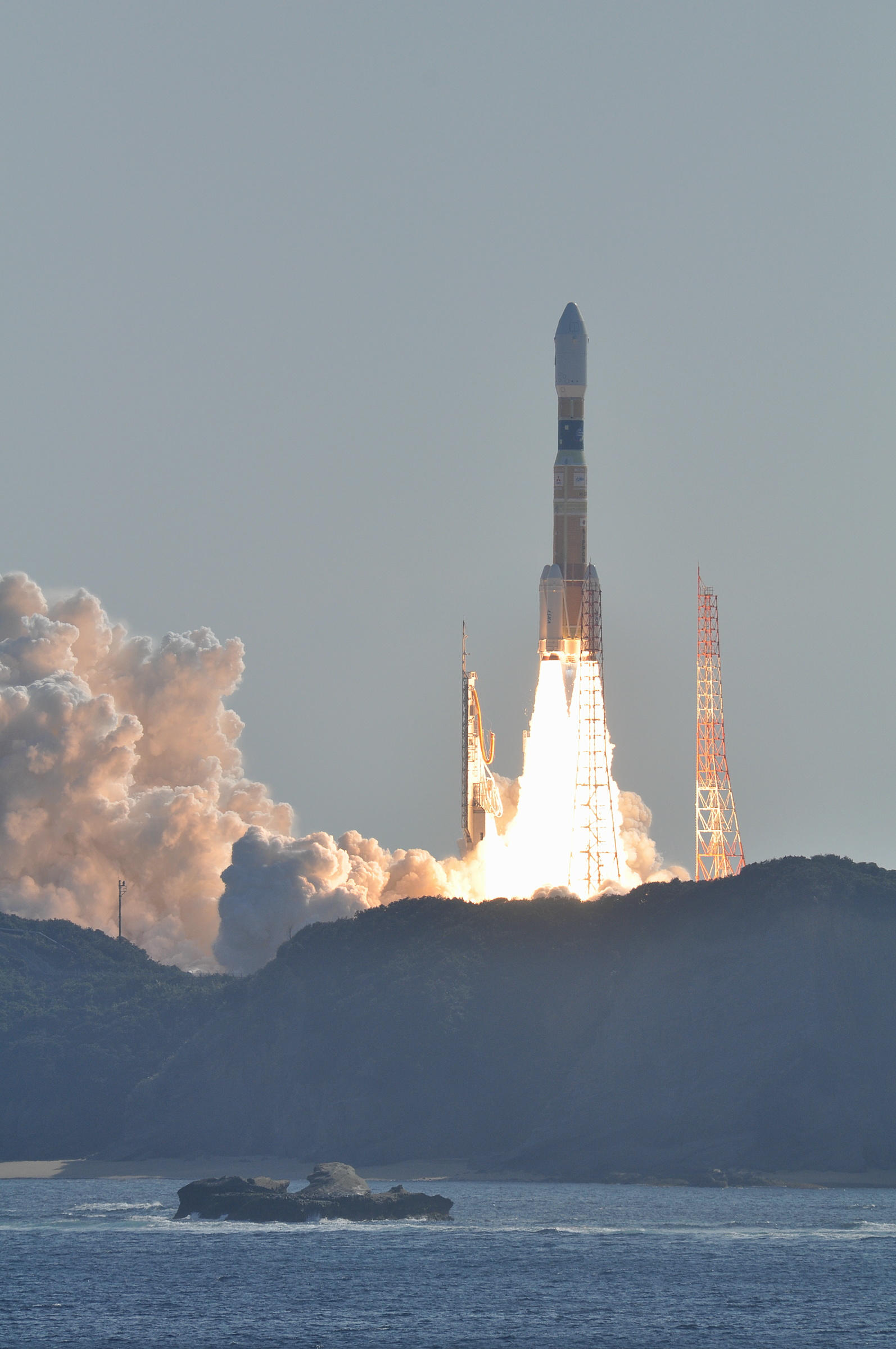
H-IIB运载火箭发射升空

日本運載火箭起步较早，早在1966年便用拉姆達運載火箭进行了首次发射，但不幸失败。1970年2月11日，日本用4S运载火箭成功发射了第一颗人造卫星大隅号，成为继苏、美、法之后第四个发射卫星的国家。其后相继研制了Mu系列、N系列和H系列等运载火箭。目前日本的現役运载火箭是H3运载火箭和艾普斯龙运载火箭。
目前日本的运载火箭主要由三菱重工（MHI）和宇宙航空研究开发机构（JAXA）主导，另外也有初創航天企业尝试研发火箭（星際科技和太空一號 (企業)等）。

## 宇宙科学研究所

### 拉姆達運載火箭
拉姆達運載火箭在1966年9月26日首次发射，经过四次连续失败后，于1970年2月11日首次发射成功，将大隅五号人造卫星送入近地轨道。

### Mu系列运载火箭

Mu系列运载火箭

Mu系列运载火箭于1970年9月25日首次发射，但不幸失败，后于1971年2月16日首次发射成功。2006年退役，由艾普斯龙运载火箭替代。Mu系列运载火箭中最大的型號為M-V運載火箭，火箭長30.7公尺，直徑2.5公尺，總重約140公噸，為三節式火箭，可酬載1800公斤的衛星至250公里的低地球軌道。

## 日本宇宙开发集团

### N-I运载火箭
N-I运载火箭于1975年至1982年间共进行7次发射，6次成功，后由N-II运载火箭取代。

### N-II运载火箭
N-II运载火箭于1981年至1987年间共发射8次，全部取得成功，后被H-I运载火箭所取代。

### H-I运载火箭
H-I运载火箭於1986年至1996年間共發射9次，後由日本自主開發第一節的H-II運載火箭所取代。

### H-II运载火箭

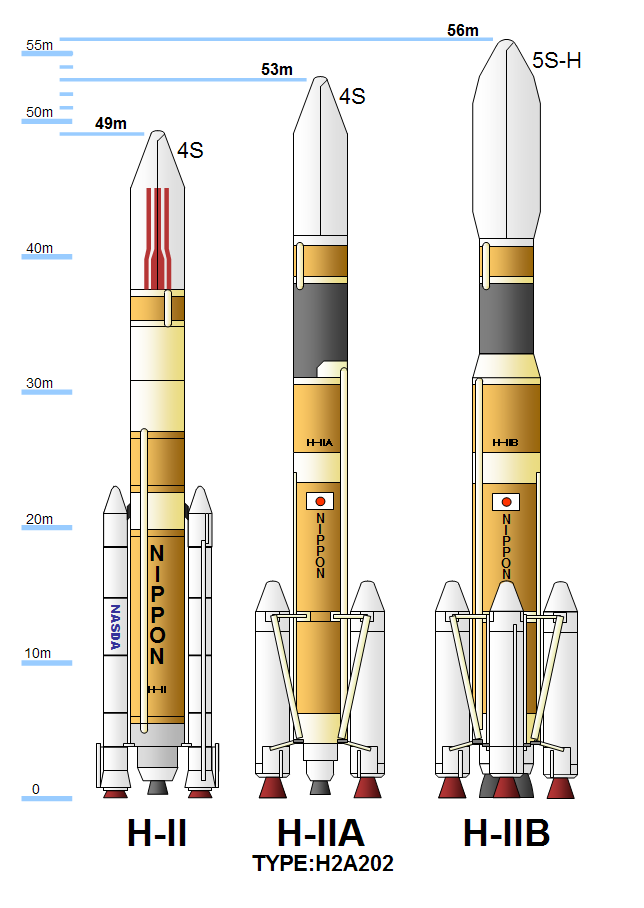
H-II运载火箭及其改进型号

为了满足日本90年代发射大型卫星的需要日本宇宙开发集团（NASDA）研制了H-II运载火箭。H-II火箭近地轨道运载能力约10吨，在1994年至1999年间发射了七次，成功五次。后来因成本和可靠性问题被H-IIA取代。

## 宇宙航空研究开发机构

### H-IIA运载火箭

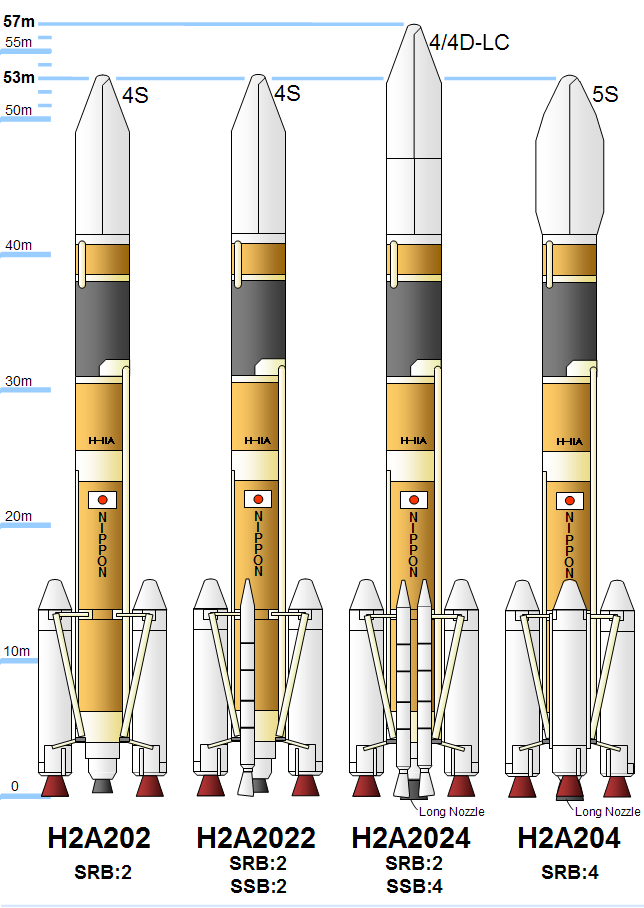
H-IIA運載火箭與其改良版

为了解决H-II火箭发射成本高昂、可靠性差的问题，宇宙航空研究开发机构在H-II运载火箭基础上研制了H-IIA运载火箭。H-IIA火箭使用模块化设计，发射费不到H-II的一半，通过捆绑不同的固体助推器，来满足各种发射需求，是日本的有太空活动坐标意义的大型运载火箭。
H-IIA运载火箭于2001年首次发射成功。在2015年12月以前，H-IIA运载火箭已发射29次，成功28次。2007年，日本使用H2A火箭发射了探月卫星辉夜姬。2009年H2A成功的实现了1箭8星的发射。
H-IIA运载火箭唯一一次失败是在2003年9月29日，在发射两颗监视北朝鲜的军事卫星时失败。

### H-IIB运载火箭
为了发射国际空间站所用的H-II火箭转移飞行器，日本进一步研制了H-IIB火箭，其同步转移轨道运载能力达到了8吨，国际空间站轨道运载能力约16.5吨，低轨道发射能力达到19吨。
2009年，日本用H-IIB运载火箭成功发射日本首架无人太空补给机空间站转运飞船（HTV）。

### 艾普斯龙运载火箭
艾普斯龙运载火箭是日本宇宙航空研究開發機構（JAXA）與民間業者IHI AEROSPACE共同研發、用來發射人造衛星的固体燃料火箭，于2013年9月14日首次发射成功。该型火箭目前发射费用较高，需要降低成本，以提高商业发射的竞争力。